# بنفشه اروپایی
بنفشه اروپایی (نام علمی: Viola jordanii) نام یک گونه از سرده بنفشه است. جنس یا سردهٔ بنفشه در ایران ۱۴ گونه گیاه علفی یکساله یا چند ساله دارد.